# Klenje (okręg pirocki)
Klenje (cyr. Клење) – wieś w Serbii, w okręgu pirockim, w gminie Bela Palanka. W 2011 roku liczyła 26 mieszkańców.